# Заједница
Заједница је облик удруживања људи унутар неког, мање или више, ограниченог простора. Као појединци, чланови различитих друштвених група и институција, људи ступају у различите социјалне интеракције, окупљајући се око заједничких вредности, потреба, интереса, проблема, развијајући осећање припадности и идентификације са колективом и предузимајући организоване акције за задовољавање личних и заједничких потреба. У појму заједнице могу се идентификовати пет следећих заједничких елемената: људски колектив, простор, заједничке потребе, социјална интеракција, заједничке активности (акције) и осећање припадности.
Заједнице могу да деле осећај за место које се налази у датој географској области (нпр. земља, село, град или суседство) или у виртуелном простору путем комуникационих платформи. Трајни односи који се протежу изван непосредних генеалошких веза такође дефинишу осећај заједнице, важан за њихов идентитет, праксу и улоге у друштвеним институцијама као што су породица, дом, посао, влада, друштво или човечанство у целини. Иако су заједнице обично мале у односу на личне друштвене везе, „заједница“ се такође може односити на велике групне припадности као што су националне заједнице, међународне заједнице и виртуелне заједнице.
Реч на енглеском језику „community“ потиче од старофранцуске речи comuneté (тренутно „Communauté“), која потиче од латинске речи communitas „заједница“, „јавни дух“ (од латинског communis, „заједнички“).
Људске заједнице могу имати заједничке намере, уверења, ресурсе, преференције, потребе и ризике, што утиче на идентитет учесника и њихов степен кохезивности.

## Перспективе различитих дисциплина

### Археологија
Археолошка проучавања друштвених заједница користе термин „заједница” на два начина, паралелно са употребом у другим областима. Прва је неформална дефиниција заједнице као места где су људи некада живели. У том смислу је синоним за концепт античког насеља – било засеока, села, вароши или града. Друго значење личи на употребу термина у другим друштвеним наукама: заједница је група људи који живе једни у близини и међусобно комуницирају у друштву. Друштвену интеракцију у малом обиму може бити тешко идентификовати са археолошких података. Већина реконструкција друштвених заједница од стране археолога ослања се на принцип да је друштвена интеракција у прошлости била условљена физичком дистанцом. Стога је мало сеоско насеље вероватно представљало друштвену заједницу, а просторне поделе градова и других великих насеља су можда формирале заједнице. Археолози обично користе сличности у материјалној култури — од типова кућа до стилова грнчарије — да би реконструисали заједнице из прошлости. Овај метод класификације заснива се на претпоставци да ће људи или домаћинства делити више сличности у типовима и стиловима својих материјалних добара са другим члановима друштвене заједнице него са странцима.

### Семантика
Концепт „заједнице“ често има позитивну семантичку конотацију, реторички искоришћаван од стране популистичких политичара и оглашивача да промовишу осећања и асоцијације заједничког благостања, среће и заједништва – усмеравајући се ка скоро остварљивој утопијској заједници, заправо.
Насупрот томе, епидемиолошки термин „пренос у заједници“ може имати негативне импликације; и уместо „криминалне заједнице“ често се говори о „криминалном подземљу“ или о „криминалном братству“.

## Развој заједнице
Развој заједнице је често повезан са радом у заједници или планирањем заједнице, и може укључивати заинтересоване стране, фондације, владе или уговорне субјекте, укључујући невладине организације (НВО), универзитете или владине агенције како би унапредили друштвено благостање локалних, регионалних и, понекад и националне заједнице. Напори на локалном нивоу, који се називају изградња заједнице или организовање заједнице, настоје да оснаже појединце и групе људи пружајући им вештине које су им потребне да утичу на промене у својим заједницама. Ове вештине често помажу у изградњи политичке моћи кроз формирање великих друштвених група које раде на заједничком плану. Стручњаци за развој заједнице морају разумети могућности рада са појединцима и како се може утицати на позиције заједница у контексту већих друштвених институција. Администратори јавности, насупрот томе, треба да разумеју развој заједнице у контексту руралног и урбаног развоја, стамбеног и економског развоја и развоја заједнице, организације и пословања.
На раскрсници између развоја заједнице и изградње заједнице налазе се бројни програми и организације са алатима за развој заједнице. Један пример за то је програм Института за развој заједнице заснован на имовини Нортвестерн универзитета. Институт чини доступним алате за процену имовине заједнице и успостављање веза између непрофитних група и других организација које могу помоћи у изградњи заједнице. Институт се фокусира на помагање заједницама да се развију „мобилизацијом средстава окружења“ – изградњом изнутра према споља, а не из спољашњости ка унутра. У области инвалидности, изградња заједнице је преовладавала 1980-их и 1990-их са коренима у приступима Џона Мекнајта.